# Sincopă (muzică)
Acest articol este despre un termen utilizat în muzică. Pentru alte utilizări ale termenului vezi Sincopă.
În muzică, sincopa este un efect dinamic, care implică o varietate de ritmuri, și care se obține prin mutarea accentului unei măsuri de pe timpul tare pe cel slab din urmă. 
Este folosită în multe genuri muzicale, precum ragtime, jazz, jump blues, funk, gospel, reggae, dub, hip hop, breakbeat, UK garage, dubstep, drum and bass, house progresiv, rock progresiv, metal, djent, groove metal, nu metal, samba, baião și ska.